# Protodrilus hypoleucus
Protodrilus hypoleucus är en ringmaskart som beskrevs av Armenante 1903. Protodrilus hypoleucus ingår i släktet Protodrilus och familjen Protodrilidae. Arten är reproducerande i Sverige. Utöver nominatformen finns också underarten P. h. tenuis.